# KTM 1290 Super Adventure
La KTM 1290 Super Adventure es un modelo de motocicleta tipo doble propósito fabricado por la compañía austriaca KTM desde el año 2015. Esta motocicleta está equipada con un motor LC8 refrigerado por líquido, de cuatro tiempos y doble árbol de levas, de 1301 cc, basado en el empleado en la KTM 1290 Super Duke R, el cual llega a producir 151 CV verificados de potencia. Es capaz de alcanzar una velocidad punta de más de 250 km/h. Esta motocicleta ha marcado nuevos estándares para el segmento, con un equipamiento de serie y tecnología muy por encima de la competencia, tales como ABS en curva, etc.. Sus rivales más directas en el mercado son la Ducati Multistrada 1200 y la BMW R1200GS, entre otras.

## Prestaciones
La moto cuenta con un tanque de combustible de 23 litros, lo que le da una autonomía próxima a los 420 km (5.52 l/100 km). Sus frenos ABS 9ME de la marca Brembo actúan en curva, permitiendo que ante una frenada brusca estando en curva, la moto literalmente se levante para permitir frenar y no caer; además cuenta con ABS Off-Road, lo que permite desactivar el ABS de la rueda trasera y mantenerlo en la delantera. Cuenta con luces LED para curvas que se van encendiendo según la inclinación de la moto. La suspensión semi-activa va "interpretando" el camino en tiempo real y ajustando la dureza o compresión de la amortiguación, para lograr mejor eficiencia. Cuenta con acelerador electrónico y control de velocidad de crucero, control de tracción MTC y cuatro modos de conducción (Soport, Street, Rain, Off-Road), cuatro ajustes de la amortiguación (Sport, Street, Confort, Off-Road), control de presión de los neumáticos y asistencia en pendientes HHC.

## Nuevos Modelos 2017
En 2017 KTM lanza al mercado las variantes 1290 SuperAdventure S y la 1290 SuperAdventure R, y renombra como 1290 SuperAdventure T al modelo lanzado en 2015 (el cual se dejó de producir en 2018). Los nuevos modelos S y R cuentan con un rediseño total del faro delantero, un nuevo tablero de instrumentos con una pantalla TFT de 6" a color, y un depósito de combustible de 23L. El modelo R, más orientado al off-road, cuenta con ruedas de 21 pulgadas delante y 18 detrás, un parabrisas mucho más pequeño y la amortiguación con ajuste manual. Por su parte, el modelo S cuenta con ruedas de 19 pulgadas delante y 17 detrás al igual que el modelo T, pero en este caso con llantas de aleación, suspensión semi-activa, y como novedades llave de contacto por proximidad, KTM My Ride, un kit de reproducción de audio sin manos opcional y un compartimiento hermético para el teléfono inteligente.